# Óscar Calvo
Óscar Calvo Flores es un exfutbolista peruano que se desempeñaba como delantero. Actualmente tiene 61 años.

## Trayectoria
Destacó en sus inicios en clubes de su natal Iquitos: Hungaritos Agustinos y Colegio Nacional de Iquitos, ganó en una ocasión la Copa Perú; jugando para Hungaritos Agustinos de Iquitos, en 1985. En 1988 llegó al Sporting Cristal, y ese año se consagró campeón anotando el primer gol ante Universitario de Deportes por la definición del título donde el cuadro rimense ganó 2-1. 
Al año siguiente juega su primera Copa Libertadores de América y a fines de ese año 1989 obtiene el subtítulo nacional. A finales del año 1990 dejaría el equipo del Rimac y jugaría por varios equipos de Primera División, terminó su carrera en el Lawn Tennis jugando en la Segunda División del Perú.

## Clubes
| Club                        | País | Año         |
| --------------------------- | ---- | ----------- |
| Hungaritos Agustinos        | Perú | 1984 - 1986 |
| Colegio Nacional de Iquitos | Perú | 1987        |
| Sporting Cristal            | Perú | 1988 - 1990 |
| Alianza Atlético de Sullana | Perú | 1991        |
| Colegio Nacional de Iquitos | Perú | 1992        |
| Deportivo San Agustín       | Perú | 1993 - 1996 |
| Lawn Tennis Fútbol Club     | Perú | 1997 - 1998 |

## Palmarés

### Campeonatos nacionales
| Título                    | Club                 | País | Año  |
| ------------------------- | -------------------- | ---- | ---- |
| Copa Perú                 | Hungaritos Agustinos | Perú | 1985 |
| Primera División del Perú | Sporting Cristal     | Perú | 1988 |